# فلمنجيا فيستيتا
فلمنجيا فيستيتا المعروف باسم سوفلانغ هو عشب مثبت للنيتروجين مع جذر درني مميز، ينتمي إلى جنس فلمنجيا، الجذر صالح للأكل وهو خضار شائع في بعض المجتمعات القبلية الآسيوية. بالإضافة إلى ذلك فقد استُخدِم تقليديًا كطارد للديدان وأساسه مثبت علميًا.
تم العثور عليه كعشب بري على طول سفوح جبال الهيمالايا، ويُوزَّع في مقاطعات سيتشوان ويونان في الصين ونيبال وتلال خاسي وتلال جينتيا في ميغالايا في شمال شرق الهند، توجد أيضًا بشكل ضئيل في لاوس والفلبين وفيتنام.

## الوصف
يُعد فلمنجيا فيستيتا عشبًا مُعمرًا، يمتلك ساقًا مفترشًا على الأرض لكنه ضعيف، وقياسه حوالى 60 سم في المتوسط. وهو متفرعًا للغاية مع جذمور مشعر وسيقان شعرانية. الجذور درنية (طولها 6 سم أو أكثر). والأوراق ريشية مركبة مع وريقات إسفينية بيضية منعكسة، كل ورقة تتكون من 3 وريقات، وكذلك زغباء مثل الجذع. الوريقات الجانبية تكون بيضاوية الشكل بشكل مائل وأصغر قليلًا، العذقة إبطية أو طرفية طولها حوالي 2-10 سم وزغباء بكثافة والقنابة سنانية الشكل، الكأس عبارة عن 5 فصوص، الفصوص سنانية الشكل خطية، والجزء السفلي أطول وأطول من الأنبوب. البتلة أطول قليلاً من الكأس وبيضاوية الشكل. الثمار عبارة عن قرون شعر شبه أسطوانية، البذور كروية بنية أوسوداء اللون، بينما الزهور فهي حمراء زاهية تزهر خلال شهري أغسطس وسبتمبر.

## المكونات الكيميائية
فلمنجيا فيستيتا غنية بالإيزوفلافون النشط حيويًا مثل: الجينيستين والدايدزين والفورمونونيتين والسودوبابتيجينين.

## الاستخدامات

### الفاكهة

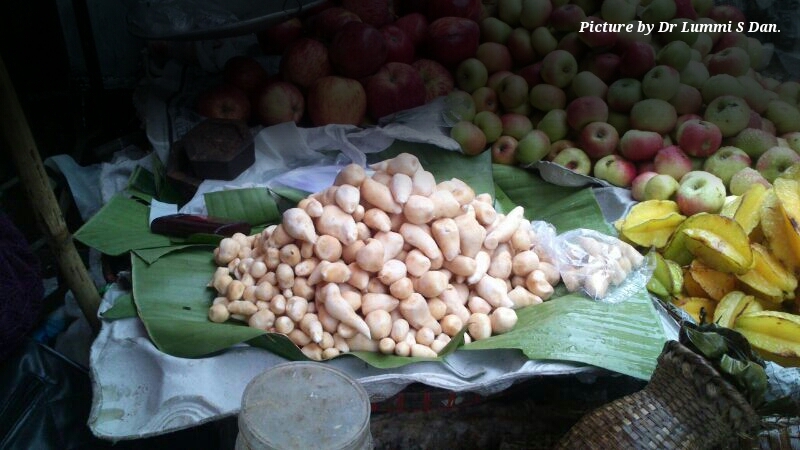
سوفلانغ جاهز للأكل

درنة العصير هي خضار ذو أسعار عالية بين الغارويون والخاسيون وقبائل الجينتيا والميغالايا والهند، في الواقع زاد الطلب على المواد الغذائية بشكل كبير لدرجة أنه تمت زراعتها كمحصول نقدي ومتوفر بانتظام في الأسواق المحلية. يتم تقشير الجلد الرقيق بسهولة لكشف لحم ناعم بلون الكريم وله نكهة حلوة تشبه المكسرات. من حيث القيمة الغذائية فهي غنية بشكل خاص بالفوسفور والبروتينات.

### في الطب
كانت الدرنة دواء محلى طارد للديدان بين الخاسيون ويطلق عليه سوفلانغ، تُستهلك الدرنات الخام أو قشر الجذر مباشرةً لعلاج الديدان الطفيلية الرخوة. بدأ التحقيق التجريبي في عام 1996 عندما اختُبِر النشاط فى المختبر لمستخلص قشر الدرنة ضد مجموعة مختلفة من الديدان والطفيليات بما في ذلك الديدان الأسطوانية مثل الصفر الخنزيري والصفر الخراطيني والصفرانية الدجاجية والمتراكسة الدجاجية والشريطية الرياتينة إيشينوبوثرودا والمثقوبات مثل الفوهانة ومزخرفات الفم سوفرارتيفيكس والمتوارقة البوسكية. في عام 1991 تم عزل إيزوفلافون (جينيستين) من مستخلص الدرنات والذي ثبت أنه طارد للديدان قوي للغاية ضد الديدان الخيطية والديدان المثقوبة. كما أُثبِتت فعاليته في علاج دودة الكبد المثقوبة والمتورقة الكبدية والديدان الشريطية البشرية مثل المشوكة عديدة المساكن والطور اليرقى للمشوكة الحبيبية.

### في الزراعة
استُخدِمت خاصية تثبيت النيتروجين في الاستخدام التجريبي. كما اكتُشِف أن المحاصيل المختلطة مع فلمنجيا فيستيتا تعطي عوائد اقتصادية أفضل، ويرجع ذلك أساسًا إلى تحسن خصوبة التربة مع زيادة صافي النيتروجين حتى 250 كجم/هكتار/سنة.

## روابط خارجية
- وصف المعشبة في المعهد الهندي للطب التكاملي
- التصنيف في الزراعة والأغذية الزراعية في كندا
- التسمية في كتالوج الحياة الصين
- التعريف في المفهرس والمنظم البيولوجي العالمي
- قاعدة بيانات النبات في فلوراكافيه
- الصفحة الرئيسية لأعشاب هينريت